# Famille de Buretel de Chassey
La famille de Buretel de Chassey, anciennement Buretel, est une famille subsistante de la noblesse française, originaire de Franche-Comté, anoblie en 1607 par reprise d'une noblesse maternelle à la suite d'une alliance.
Cette famille a occupé diverses charges à Vesoul, et compte trois conseillers au parlement de Besançon au XVIIIe siècle.

## Histoire
Selon une généalogie rédigée par un membre de cette famille, le premier membre mentionné est Nicolas Buretel (1470-1541), valet de chambre d'Antoine de Lorraine anobli par lettre du 10 mai 1529, dont le fils cadet Jacques Buretel dérogea à sa noblesse par une charge de notaire à Vesoul en 1569[réf. à confirmer].
Roger de Lurion, dans son Nobiliaire de Franche-Comté (1890), écrivait que cette famille est « originaire de Lorraine d'après les uns, de Vesoul d'après les autres ».
Gustave Chaix d'Est-Ange (1908) écrit que cette famille qui appartient à la noblesse de Franche-Comté a pour « premier auteur connu, Jacques Buretel qui était en 1569 notaire à Vesoul, et que sa filiation suivie remonte au 19 février 1607, date à laquelle noble Jean Buretel, docteur ès droits, demeurant à Vesoul, fils de feu Jean Buretel et de demoiselle Bonne Rousselet, épousa Béatrix Grégoire ». Il ajoute « On a voulu cependant, mais sans preuves à l'appui, lui attribuer une origine plus reculée et la faire descendre d'un Nicolas Beurtel, valet de chambre du duc de Lorraine, que l'on trouve avoir été anobli le 10 mars 1530 par lettres patentes de ce prince ».
La famille Buretel est « vraisemblalement anoblie par son alliance en 1607 avec la famille Grégoire […] anoblie en 1531 […] et dont les filles jouissaient du rare privilège d'anoblir leur maris ». Jean-Pierre Buretel obtient, en 1695, un arrêt de la Chambre des comptes de Dole reconnaissant ce privilège,.
Régis Valette (2007) indique cette famille comme originaire de Franche-Comté et retient la date de 1607 pour anoblissement par reprise de noblesse maternelle de la famille Grégoire.
Buretel de Chassey prend part aux assemblées de la noblesse tenues à Dole, en 1789,.
La famille de Buretel a formé trois branches dites de Vaivre, de Belmont et de Chassey. Seule cette dernière subsiste en 2024. Elle est adhérente à l'Association d'entraide de la noblesse française, depuis le 22 juillet 1958.

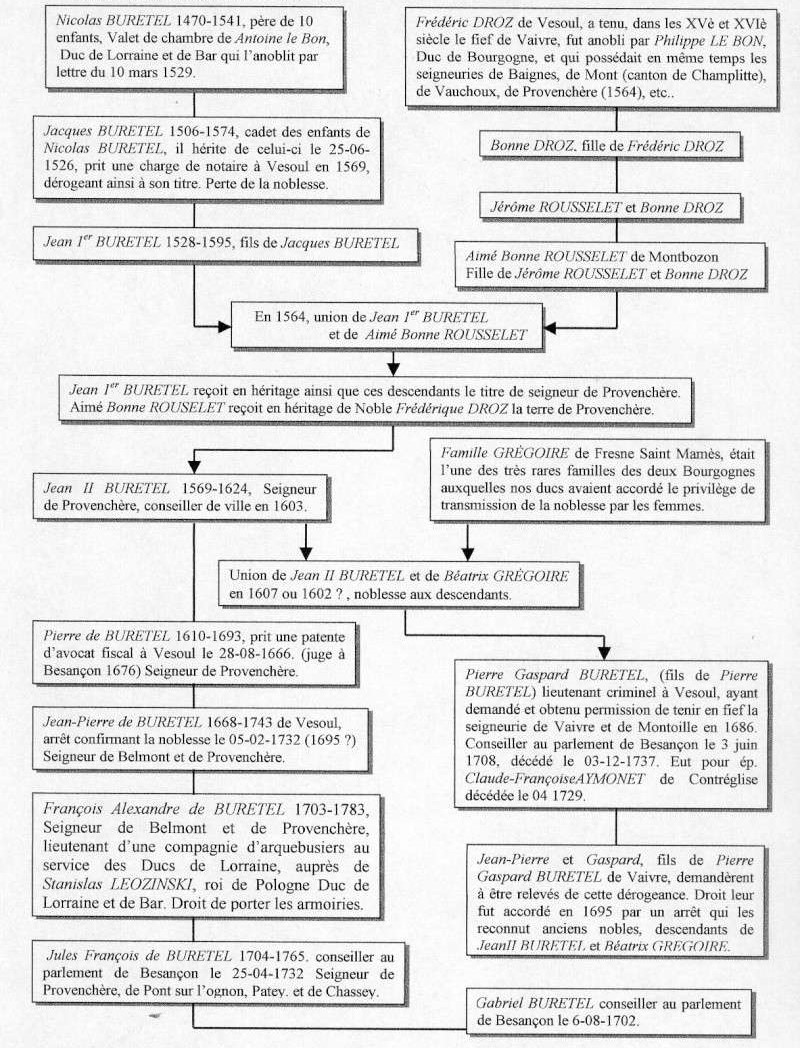
Filiation donnée par Xavier de Buretel de Chassey

## Personnalités
- Jacques Buretel (1506-1584), notaire, procureur.
- Gabriel de Buretel, (1675-1730), maire de Vesoul, Conseiller au Parlement de Franche Comté à Besançon.
- Marie Desle Bonaventure de Buretel de Chassey (1737-1802), président honoraire au parlement de Besançon. Seigneur de Chassey, de Pont sur L'Ognon et de Patey.
- Charles de Buretel de Chassey (1867-1914), commandant (23e RI), mort au combat à Ban-de-Sapt[8].
- Louis de Buretel de Chassey (1875-1916), chef de bataillon (44e RI), mort au combat à Verdun[9]
- Georges de Buretel de Chassey (1902-1993), général[10]
- Xavier de Buretel de Chassey (1906-1996), général de l'armée de l'air.
- Bernard de Buretel de Chassey (1911-2004), colonel dans l'armée de terre. Croix de guerre (39-45) et chevalier de la Légion d'honneur.
- Marie Emmanuel René de Buretel de Chassey (1905-1946), capitaine (5e RIC), mort au combat en Indochine[11].
- Pierre de Buretel de Chassey (1907-1954), chef de bataillon (5e REI), mort au combat en Indochine[12]. Un livre lui a été consacré[13].
- Emmanuel de Buretel de Chassey (né en 1958), entrepreneur dans le domaine de l'éducation musicale, président de Virgin France S.A. (1986-1992), puis de EMI Europe continentale fondateur de Because Music[14] en 2005.
- Éric de Buretel de Chassey (né en 1965), professeur d'histoire de l'art contemporain, directeur de l'académie de France à Rome (2009-2015), directeur général de l'institut national d'histoire de l'art (depuis 2016).

## Armes
| Image |                                                                                             |
| ----- | ------------------------------------------------------------------------------------------- |
|       | De sinople à trois besants d'or, rangés en fasce entre deux jumelles d'argent.,             |
|       | D'azur à deux fasces d'or, accompagnées de trois buretels d'argent. Alias trois buretelles. |

## Alliances
Les principales alliances de la famille de Buretel de Chassey sont : Rousselet, Grégoire (1607), Symonet de Contréglise (1685), Noirot (1720), Vincent d'Equevilley, de Balathier-Lantage, du Boys de Mérignac, Bouchelet de Vendegies (1898), La Fléchère de Beauregard (1947).

## Pour approfondir